# Einkaufszentrum Kufstein
Das Einkaufszentrum Kufstein  ist ein aus dem Inntalcenter Kufstein sowie der gegenüberliegenden und durch eine Brücke verbundenen Kufstein Galerien bestehendes Einkaufszentrum. Es befindet sich im Zentrum von Kufstein, im österreichischen Bundesland Tirol. Mit einer Verkaufsfläche von zusammen 15.000 m² ist es das größte Einkaufszentrum im Bezirk Kufstein.

## Daten und Fakten
- Eröffnungsjahr: 1980, Erweiterung 2007[4]
- Geschäftsbetriebe: 25
- Gastronomiebetriebe: 5

Zu den Ankermietern im Inntalcenter zählen unter anderem Esprit, Libro, Nanu-Nana und dm-drogerie markt.

## Zusammenführung
2012 wurden das Inntalcenter mit der gegenüberliegenden 2010 erbauten Kufstein Galerien verbunden. Das Inntalcenter erhielt dazu eine neue angepasste Gestaltung.
Im Frühjahr 2012 wurde die verbindende Brücke offiziell eröffnet. Die beiden Shoppingcenter, welche nun eine gemeinsame Verkaufsfläche von 15.000 m² bieten, geben den Kunden die Möglichkeit ohne Verlassen des Gebäudes in das jeweils andere Center zu wechseln. Die Gesamtnutzfläche beträgt ca. 44.000 m².

## Veranstaltungen
Über das Jahr verteilt finden im Einkaufszentrum regelmäßige Veranstaltungen in den Bereichen Kinderevents, Mode und Lifestyle statt. Für Kinder werden Veranstaltungen wie beispielsweise Kinderfasching, Kinderschminken und Kaspertheateraufführungen geboten. Erwachsene können regelmäßig bei Gewinnspielen und anderen Angeboten, wie Fit- und Aktivtage, teilnehmen.